# Lijst van coaches van het Kazachs voetbalelftal (mannen)
Dit is een lijst van bondscoaches van het Kazachs voetbalelftal mannen. 

## Bondscoaches
| Naam                    | Land van herkomst | Begin periode     | Einde periode     | Prijzen | Opmerkingen/Wijze van vertrek                               |
| ----------------------- | ----------------- | ----------------- | ----------------- | ------- | ----------------------------------------------------------- |
| Arkadiy Khokhman        | Moldavië          | 1 januari 1956    | 31 december 1956  |         |                                                             |
| Leonid Ostroushko       | Rusland           | 1 januari 1992    | 31 december 1993  |         |                                                             |
| Bakhtiyar Bayseitov     | Kazachstan        | 1 juni 1992       | 25 oktober 1992   |         |                                                             |
| Baurzhan Baymukhamedov  | Kazachstan        | 1 januari 1993    | 31 december 1994  |         |                                                             |
| Serik Berdalin          | Kazachstan        | 1 januari 1995    | 31 december 1997  |         |                                                             |
| Sergey Gorokhovodatskiy | Kazachstan        | 1 december 1998   | 12 december 1998  |         |                                                             |
| Vait Talgaev            | Kazachstan        | 20 maart 2000     | 7 oktober 2000    |         |                                                             |
| Vladimir Fomichev       | Kazachstan        | 9 december 2000   | 11 december 2000  |         |                                                             |
| Leonid Pakhomov         | Rusland           | 2 december 2002   | 1 mei 2004        |         |                                                             |
| Sergey Timofeev         | Rusland           | 30 april 2004     | 30 november 2005  |         |                                                             |
| Arno Pijpers            | Nederland         | 1 december 2005   | 15 september 2008 |         | Ontslagen, Bernd Storck vervangt hem                        |
| Bernd Storck            | Duitsland         | 16 september 2008 | 31 december 2010  |         | Ontslagen, Miroslav Bernaek vervangt hem                    |
| Miroslav Beranek        | Tsjechië          | 31 januari 2011   | 31 december 2013  |         | Contract niet verlengd, Yuriy Krasnozhan vervangt hem       |
| Yuriy Krasnozhan        | Rusland           | 7 februari 2014   | 31 december 2015  |         | Contract niet verlengd                                      |
| Talgat Baysufinov       | Kazachstan        | 1 januari 2016    | 26 februari 2017  |         |                                                             |
| Aleksandr Borodyuk      | Rusland           | 27 februari 2017  | 9 januari 2018    |         | Ontslag genomen, Stanimir Stoilov vervangt hem              |
| Stanimir Stoilov        | Bulgarije         | 3 maart 2018      | 17 januari 2019   |         | Vertrokken na wederzijds overleg, Michal Bilek vervangt hem |
| Michal Bilek            | Tsjechië          | 18 januari 2019   | 19 november 2020  |         | Ontslagen, Talgat Baysufinov vervangt hem                   |
| Talgat Baysufinov       | Kazachstan        | 14 december 2020  | 8 maart 2022      |         | Ontslag genomen, Andrey Karpovich vervangt hem              |
| Andrey Karpovich        | Kazachstan        | 9 maart 2022      | 29 april 2022     |         | Interim, Magomed Adiev vervangt hem                         |
| Magomed Adiev           | Rusland           | 27 april 2022     |                   |         |                                                             |

KFF · A-internationals · Bondscoaches · Statistieken · Kazachs vrouwenelftal · Olympisch elftal · Kazachstan U21 · Kazachstan U20 · Kazachstan U19 · Kazachstan U18 · Kazachstan U17
1992 – 1999 · 2000 – 2009 · 2010 – 2019 · 2020 – 2029
1992 · 1993 · 1994 · 1995 · 1996 · 1997 · 1998 · 1999 · 2000 · 2001 · 2002 · 2003 · 2004 · 2005 · 2006 · 2007 · 2008 · 2009 · 2010 · 2011 · 2012 · 2013 · 2014 · 2015 · 2016 · 2017 · 2018 · 2019 · 2020 · 2021 · 2022 · 2023 ·
2024 · 2025
Albanië ·
Andorra ·
Armenië ·
Azerbeidzjan ·
Bahrein ·
België ·
Bosnië en Herzegovina ·
Bulgarije ·
Burkina Faso ·
China ·
Curaçao ·
Cyprus ·
Denemarken ·
Duitsland ·
Engeland ·
Estland ·
Faeröer ·
Finland ·
Frankrijk ·
Georgië ·
Griekenland ·
Hongarije · 
Ierland ·
IJsland ·
Irak ·
Iran ·
Japan ·
Jordanië ·
Kirgizië ·
Koeweit ·
Kroatië ·
Laos ·
Letland ·
Libanon ·
Libië ·
Liechtenstein ·
Litouwen ·
Litouwen ·
Luxemburg ·
Malta ·
Moldavië ·
Montenegro ·
Nederland ·
Nepal ·
Noord-Ierland ·
Noord-Korea ·
Noord-Macedonië ·
Noorwegen ·
Oekraïne ·
Oezbekistan ·
Oman ·
Oostenrijk ·
Pakistan ·
Palestina ·
Polen ·
Portugal ·
Qatar ·
Roemenië ·  
Rusland ·
San Marino ·
Saoedi-Arabië ·
Schotland ·
Servië ·
Singapore ·
Slovenië ·
Slowakije ·
Syrië ·
Tadzjikistan ·
Thailand ·
Tsjechië ·
Turkmenistan ·
Turkije ·
Verenigde Arabische Emiraten ·
Vietnam ·
Wales ·
Wit-Rusland ·
Zuid-Korea ·
Zweden